# Arlberg-Kandahar
Ne doit pas être confondu avec Piste du Kandahar.
L'Arlberg-Kandahar (AK) est une épreuve très importante de l'histoire du ski alpin, créée en 1928 en Autriche à Sankt Anton am Arlberg, par les skieurs Arnold Lunn et Hennes Schneider. Elle est à l'origine de la reconnaissance du ski alpin par la Fédération internationale de ski.

## Histoire

### Origines du nom
Chacune des deux parties du nom « Arlberg-Kandahar » fait respectivement référence à :
- Arlberg, le nom d'un col autrichien — qui sépare le Tyrol du Voralberg — près de Sankt Anton, petite ville de montagne où l'école de ski autrichienne inventa une technique de ski ;

- Kandahar, le nom d’une ville afghane, porté de manière honorifique par le field marshal britannique « Lord Roberts, de Kandahar, Pretoria et Waterford », lequel avait participé, dans les dernières années du XIXe siècle, à la soumission de l’Afghanistan par l’Empire britannique, notamment à la bataille de Kandahar (en), et qui devint ensuite (en 1903) vice-président du Public School Alpine Sports Club.

En hommage à Lord Roberts de Kandahar, Henry Lunn (en), agent de voyages britannique, organise en 1911 le Challenge Roberts of Kandahar (en) à Montana, en Suisse, une épreuve en ligne partant du plateau de la Plaine Morte et connue comme une des premières épreuves de descente de l'histoire du ski alpin. Puis en novembre 1914, Lord Roberts, âgé de 82 ans et retraité, meurt d’une pneumonie au début de la Première Guerre mondiale, maladie contractée en rendant visite à des troupes indiennes du Commonwealth stationnées à Saint-Omer dans le Nord de la France. Il a ensuite droit à des funérailles nationales à Londres.
Après la guerre, Arnold Lunn, fils de Henry, fait disputer en 1922 le premier slalom (« course en S » en norvégien) à Mürren, dans l’Oberland bernois. En 1924, il fonde le Kandahar Ski Club (en), réservé aux citoyens britanniques. La même année, les premiers Jeux olympiques d'hiver sont disputés à Chamonix et la Fédération internationale de ski (FIS) est créée. Influencée par les Scandinaves, défendant ainsi les disciplines nordiques, la FIS se montre réticente à la reconnaissance des épreuves de descente et de slalom.

### Premières éditions, de 1928 à 1940
En 1928, Arnold Lunn s'associe avec Hannes Schneider, le skieur autrichien le plus célèbre de l'époque, pour organiser une nouvelle compétition alpine : Schneider étant originaire de l'Arlberg, et Lunn tenant à conserver le nom de son club, le Kandahar Ski Club (en), ils décident de la baptiser « Arlberg-Kandahar », qui devient ensuite connue sous son sigle « AK » ; cette nouvelle course combine descente et slalom.
La première édition de l’AK est disputée les 31 mars et 1er avril 1928 à Sankt Anton, comme les deux éditions suivantes.
Face au succès de l’AK, la FIS, en février 1930 lors du congrès d'Oslo, accepte d’intégrer les épreuves de descente et slalom dans ses règlements.
Puis, l'épreuve se déroule, à partir de 1931, alternativement entre la station autrichienne de Sankt Anton et la station suisse de Mürren, sauf en 1938 où l'épreuve est annulée à Sankt Ankton en raison de l'Anschluss, l'annexion de l'Autriche par l'Allemagne.
L'édition de 1939 a normalement lieu à Mürren ; celle de 1940 ne se déroule pas à Sankt Anton mais en France à Chamonix car l'Autriche, désormais allemande, est en guerre contre ses voisins depuis la déclaration de guerre de septembre 1939.
La guerre se généralise au printemps 1940, car la France est envahie au mois de mai ; puis la guerre s'intensifie sur tout le continent européen : l'Arlberg-Kandahar est suspendu en attendant la fin du conflit. La guerre s'achève en mai 1945, l'édition de l'AK n'a pas lieu début 1946 car l'Europe n'est pas encore remise de ses blessures majeures.

### Reprise après la Seconde Guerre mondiale
L'AK reprend début 1947 à Mürren. Puis c'est Chamonix en 1948, le retour en Autriche à Sankt Anton en 1949, et Mürren à nouveau en 1950. Après, sans renier les deux stations d’origine ni Chamonix, d’autres localités commencent à accueillir l'Arlberg-Kandahar : Sestrières en Italie en 1951, Garmisch-Partenkirchen en Allemagne en 1954, Crans-Montana en Suisse et Sugarloaf aux États-Unis en 1971, Kitzbühel en Autriche en 1972 ou encore Lake Louise au Canada en 1980, etc., parfois en séparant les lieux des courses au sein d’une même édition.
L'AK devient la compétition alpine la plus reconnue dans le monde ; et le nom de Kandahar se répand dans le milieu, parmi les noms d'hôtels, de restaurants et de matériels de ski.
Cette compétition se déroule en dehors de l'égide de la Fédération internationale de ski mais est un rendez-vous annuel très prisé des meilleurs skieurs de l'époque. Après les Jeux olympiques et les Championnats du monde, c'est la troisième épreuve la plus prestigieuse. Les plus grands noms du ski alpin figurent à son palmarès.
Avec la création en 1967 de la Coupe du monde de ski, qui l'incorpora dans son programme, l'épreuve perdit de son esprit originel et de son éclat.
Après l'année 1997, l'épreuve se déroule à un rythme qui n'est plus nécessairement annuel.

### L'Arlberg-Kandahar à Chamonix-Les Houches
L'épreuve s'est disputée dans la station française de Chamonix en 1948, 1952, 1957, 1963, 1968, 1973 (épreuves Femmes uniquement), 1975 (ainsi qu'à Saint-Gervais et Megève), 1978 (ainsi qu'à Saint-Gervais et Megève), 1980, 1994, 1997, 2000 et 2004 où les Guy Périllat, François Bonlieu, Annie Famose, Nancy Greene, Karl Schranz, Hermann Maier, Kjetil André Aamodt, Alberto Tomba, Ingemar Stenmark, Bode Miller ou Alexis Pinturault ont inscrit leurs noms à son palmarès.
Une piste noire de la station est habituellement utilisée à cet effet : la Verte des Houches.
L'épreuve s'est déroulée à nouveau à Chamonix-Les Houches en 2016, les 19 et 20 février ; puis en 2020 les 8 et 9 février.
L'édition de 2021 accueillit deux slaloms respectivement les 30 et 31 janvier. Elle vit la 7e victoire en carrière de Clément Noël le 30 janvier. Le 31, c'est le Norvégien Henrik Kristoffersen qui s'imposa.
Le slalom du Kandahar est disputé les 3 et 4 février 2023 : le Suisse Ramon Zenhäusern s'impose devant le Gréco-Américain AJ Ginnis et l'autre Suisse Daniel Yule.
En 2024, deux descente et un slalom étaient initialement prévus. Mais pour cause de manque de neige et pour des questions de sécurité, les descentes ont été annulées. Néanmoins le slalom a pu se dérouler le 4 février, épreuve remportée par Daniel Yule après une course historique. Le skieur suisse ayant terminé 30ème à 1"93 du premier de la première manche, Clément Noël. En deuxième manche, parti en premier sur une piste qui s'est très rapidement dégradée, Daniel Yule a remonté tout le monde, c'est la première fois qu'un tel exploit arrive.

## Palmarès
Sous le tableau au sein d'une liste récapitulative, sont donnés — avec un numéro d'ordre — les noms des skieurs (hommes ou femmes) qui ont remporté un « K de diamant ». On retrouve tous ces numéros dans le tableau, à l'endroit de la course dont le podium a permis au skieur concerné d'obtenir ce K de diamant : on observe ainsi que la course en question ne mentionne pas nécessairement le nom du skieur concerné car il arrive que le skieur a pu obtenir son K de diamant dans cette course où il était en 2e ou 3e position mais non le vainqueur ; c'est pourquoi en 1981, deux skieurs ont obtenu leur K de diamant à l'issue de la même course, il s'agit de Phil Mahre et Herbert Plank à l'issue du combiné.
| Année     | Lieu              | Discipline                                                            | Vainqueur (homme)                                                     | Vainqueur (femme)                                                     |  |
| 1928      | Sankt Anton       | Descente                                                              | Friedrich Schneider                                                   | Lisbeth Polland                                                       |  |
|           |                   | Slalom                                                                | Benno Leubner                                                         | Doreen Elliott                                                        |  |
|           |                   | Combiné                                                               | Benno Leubner                                                         | Lisbeth Polland                                                       |  |
| 1929      | Sankt Anton       | Descente                                                              | David Zogg                                                            | Audrey Sale-Barker                                                    |  |
|           |                   | Slalom                                                                | Karl Neuner                                                           | Hilde Horn                                                            |  |
|           |                   | Combiné                                                               | Karl Neuner                                                           | Audrey Sale-Barker                                                    |  |
| 1930      | Sankt Anton       | Descente                                                              | Walter Prager                                                         | Inge Lantschner                                                       |  |
|           |                   | Slalom                                                                | Emil Walch                                                            | Inge Lantschner                                                       |  |
|           |                   | Combiné                                                               | Walter Prager                                                         | Inge Lantschner                                                       |  |
| 1931      | Mürren            | Descente                                                              | Otto Furrer                                                           | Audrey Sale-Barker                                                    |  |
|           |                   | Slalom                                                                | Bill Bracken                                                          | Audrey Sale-Barker                                                    |  |
|           |                   | Combiné                                                               | Otto Furrer                                                           | Audrey Sale-Barker                                                    |  |
| 1932      | Sankt Anton       | Descente                                                              | Otto Furrer                                                           | Hady Lantschner                                                       |  |
|           |                   | Slalom                                                                | Otto Furrer et Franz Zingerle                                         | Hady Lantschner                                                       |  |
|           |                   | Combiné                                                               | Otto Furrer                                                           | Hady Lantschner                                                       |  |
| 1933      | Mürren            | Descente                                                              | Walter Prager1                                                        | Nini von Arx-Zogg                                                     |  |
|           |                   | Slalom                                                                | Hubert Salcher                                                        | Esmé Mackinnon                                                        |  |
|           |                   | Combiné                                                               | Walter Prager                                                         | Esmé Mackinnon                                                        |  |
| 1934      | Sankt Anton       | Descente                                                              | Otto Furrer2                                                          | Jeanette Kessler                                                      |  |
|           |                   | Slalom                                                                | Otto Furrer                                                           | Paola Wiesinger                                                       |  |
|           |                   | Combiné                                                               | Otto Furrer                                                           | Jeanette Kessler                                                      |  |
| 1935      | Mürren            | Descente                                                              | Fritz Steuri                                                          | Anny Rüegg3                                                           |  |
|           |                   | Slalom                                                                | Hermann Steuri                                                        | Anny Rüegg                                                            |  |
|           |                   | Combiné                                                               | Arnold Glatthard                                                      | Anny Rüegg                                                            |  |
| 1936      | Sankt Anton       | Descente                                                              | Émile Allais                                                          | Gratia Schimmelpenninck                                               |  |
|           |                   | Slalom                                                                | Friedl Pfeiffer                                                       | Gerda Paumgarten                                                      |  |
|           |                   | Combiné                                                               | Friedl Pfeiffer                                                       | Gerda Paumgarten                                                      |  |
| 1937      | Mürren            | Descente                                                              | Wilhelm Walch                                                         | Erna Steuri                                                           |  |
|           |                   | Slalom                                                                | Rudi Cranz                                                            | Christl Cranz                                                         |  |
|           |                   | Combiné                                                               | Émile Allais                                                          | Christl Cranz                                                         |  |
| 1938      | Sankt Anton       | Épreuve annulée en raison de l'annexion de l'Autriche par l'Allemagne | Épreuve annulée en raison de l'annexion de l'Autriche par l'Allemagne | Épreuve annulée en raison de l'annexion de l'Autriche par l'Allemagne |  |
| 1939      | Mürren            | Descente                                                              | James Couttet                                                         | Verena Fuchs                                                          |  |
|           |                   | Slalom                                                                | Rudolf Rominger                                                       | Marion Steedman et Beryl Greenland                                    |  |
|           |                   | Combiné                                                               | Rudolf Rominger                                                       | Marion Steedman                                                       |  |
| 1940      | Chamonix          | Épreuve annulée en raison de la guerre                                | Épreuve annulée en raison de la guerre                                | Épreuve annulée en raison de la guerre                                |  |
| 1947      | Mürren            | Descente                                                              | Zeno Colò                                                             | Celina Seghi                                                          |  |
|           |                   | Slalom                                                                | Claude Penz                                                           | Trude Beiser                                                          |  |
|           |                   | Combiné                                                               | James Couttet                                                         | Celina Seghi                                                          |  |
| 1948      | Chamonix          | Descente                                                              | James Couttet                                                         | Anneliese Schuh-Proxauf                                               |  |
|           |                   | Slalom                                                                | Vittorio Chierroni                                                    | Celina Seghi                                                          |  |
|           |                   | Combiné                                                               | James Couttet                                                         | Celina Seghi                                                          |  |
| 1949      | Sankt Anton       | Descente                                                              | Zeno Colò                                                             | Jacqueline Martel                                                     |  |
|           |                   | Slalom                                                                | Georges Schneider                                                     | Rosemarie Gebler-Proxauf                                              |  |
|           |                   | Combiné                                                               | Zeno Colò                                                             | Jacqueline Martel                                                     |  |
| 1950      | Mürren            | Descente                                                              | James Couttet4                                                        | Idly Walpoth                                                          |  |
|           |                   | Slalom                                                                | James Couttet                                                         | Marysette Agnel                                                       |  |
|           |                   | Combiné                                                               | James Couttet                                                         | Marysette Agnel                                                       |  |
| 1951      | Sestrières        | Descente                                                              | Zeno Colò                                                             | Andrea Mead                                                           |  |
|           |                   | Slalom                                                                | Othmar Schneider                                                      | Andrée Tournier                                                       |  |
|           |                   | Combiné                                                               | Zeno Colò                                                             | Jacqueline Martel                                                     |  |
| 1952      | Chamonix          | Descente                                                              | Fritz Huber                                                           | Mirl Buchner                                                          |  |
|           |                   | Slalom                                                                | Fernand Grosjean                                                      | Erika Mahringer                                                       |  |
|           |                   | Combiné                                                               | Fritz Huber                                                           | Erika Mahringer                                                       |  |
| 1953      | Sankt Anton       | Descente                                                              | André Bonvin                                                          | Dorothea Hochleitner                                                  |  |
|           |                   | Slalom                                                                | Anderl Molterer                                                       | Giuliana Minuzzo                                                      |  |
|           |                   | Combiné                                                               | Anderl Molterer                                                       | Trude Klecker                                                         |  |
| 1954      | Garmisch          | Descente                                                              | Ernst Oberaigner                                                      | Mirl Buchner                                                          |  |
|           |                   | Slalom                                                                | Christian Pravda                                                      | Mirl Buchner                                                          |  |
|           |                   | Combiné                                                               | Anderl Molterer                                                       | Mirl Buchner5                                                         |  |
| 1955      | Mürren            | Descente                                                              | Walter Schuster                                                       | Hilde Hofherr                                                         |  |
|           |                   | Slalom                                                                | Fritz Huber                                                           | Giuliana Minuzzo                                                      |  |
|           |                   | Combiné                                                               | Walter Schuster                                                       | Hilde Hofherr                                                         |  |
| 1956      | Sestrières        | Descente                                                              | Anderl Molterer6                                                      | Carla Marchelli                                                       |  |
|           |                   | Slalom                                                                | Anderl Molterer                                                       | Madeleine Berthod                                                     |  |
|           |                   | Combiné                                                               | Anderl Molterer                                                       | Madeleine Berthod                                                     |  |
| 1957      | Chamonix          | Descente                                                              | Karl Schranz                                                          | Danièle Telinge                                                       |  |
|           |                   | Slalom                                                                | Toni Mark                                                             | Lotte Blattl                                                          |  |
|           |                   | Combiné                                                               | Karl Schranz                                                          | Lotte Blattl                                                          |  |
| 1958      | Sankt Anton       | Descente                                                              | Karl Schranz                                                          | Danièle Telinge                                                       |  |
|           |                   | Slalom                                                                | Karl Schranz                                                          | Josefin Frandl                                                        |  |
|           |                   | Combiné                                                               | Karl Schranz                                                          | Josefin Frandl                                                        |  |
| 1959      | Garmisch          | Descente                                                              | Karl Schranz                                                          | Erika Netzer                                                          |  |
|           |                   | Slalom                                                                | François Bonlieu                                                      | Betsy Snite                                                           |  |
|           |                   | Combiné                                                               | Karl Schranz                                                          | Anne Heggtveit                                                        |  |
| 1960      | Sestrières        | Descente                                                              | Adrien Duvillard                                                      | Traudl Hecher                                                         |  |
|           |                   | Slalom                                                                | Mathias Leitner                                                       | Marianne Jahn                                                         |  |
|           |                   | Combiné                                                               | Adrien Duvillard                                                      | Marianne Jahn                                                         |  |
| 1961      | Mürren            | Descente                                                              | Fritz Wagnerberger et Bruno Alberti                                   | Traudl Hecher                                                         |  |
|           |                   | Slalom                                                                | Josef Stiegler                                                        | Marianne Jahn                                                         |  |
|           |                   | Combiné                                                               | Guy Périllat                                                          | Heidi Biebl                                                           |  |
| 1962      | Sestrières        | Descente                                                              | Karl Schranz7                                                         | Traudl Hecher                                                         |  |
|           |                   | Slalom                                                                | Egon Zimmermann                                                       | Heidi Biebl                                                           |  |
|           |                   | Combiné                                                               | Karl Schranz                                                          | Traudl Hecher                                                         |  |
| 1963      | Chamonix          | Descente                                                              | Ludwig Leitner                                                        | Annie Famose                                                          |  |
|           |                   | Slalom                                                                | François Bonlieu                                                      | Traudl Hecher8                                                        |  |
|           |                   | Combiné                                                               | François Bonlieu9                                                     | Traudl Hecher                                                         |  |
| 1964      | Garmisch          | Géant                                                                 | Jean-Claude Killy                                                     | Edith Zimmermann                                                      |  |
|           |                   | Slalom                                                                | Jimmy Heuga                                                           | Jean Saubert                                                          |  |
|           |                   | Combiné                                                               | Jimmy Heuga                                                           | Marielle Goitschel                                                    |  |
| 1965      | Sankt Anton       | Descente                                                              | Karl Schranz                                                          | Annie Famose                                                          |  |
|           |                   | Slalom                                                                | Gerhard Nenning                                                       | Heidi Biebl10                                                         |  |
|           |                   | Combiné                                                               | Gerhard Nenning                                                       | Marielle Goitschel                                                    |  |
| 1966      | Mürren            | Descente                                                              | Épreuve annulée et remplacée par un slalom                            | Christl Haas                                                          |  |
|           |                   | Slalom I                                                              | Gerhard Nenning                                                       | Christl Haas                                                          |  |
|           |                   | Slalom II                                                             | Jean-Claude Killy                                                     |                                                                       |  |
|           |                   | Combiné                                                               | Jean-Claude Killy11                                                   | Christl Haas                                                          |  |
| 1967      | Sestrières        | Descente                                                              | Jean-Claude Killy12                                                   | Marielle Goitschel Giustina Demetz                                    |  |
|           |                   | Slalom                                                                | Heinrich Messner13                                                    | Florence Steurer                                                      |  |
|           |                   | Combiné                                                               | Jean-Claude Killy                                                     | Marielle Goitschel                                                    |  |
| 1968      | Chamonix          | Descente                                                              | Bernard Orcel                                                         | Nancy Greene                                                          |  |
|           |                   | Slalom                                                                | Reinhard Tritscher                                                    | Nancy Greene                                                          |  |
|           |                   | Combiné                                                               | Guy Périllat                                                          | Nancy Greene                                                          |  |
| 1969      | Sankt Anton       | Descente                                                              | Karl Schranz                                                          | Olga Pall                                                             |  |
|           |                   | Slalom                                                                | Alfred Matt                                                           | Gertrude Gabl                                                         |  |
|           |                   | Combiné                                                               | Karl Schranz                                                          | Gertrude Gabl                                                         |  |
| 1970      | Garmisch          | Descente                                                              | Karl Schranz14                                                        | Françoise Macchi                                                      |  |
|           |                   | Slalom                                                                | Épreuve annulée                                                       | Isabelle Mir                                                          |  |
|           |                   | Combiné                                                               | Épreuve annulée                                                       | Michèle Jacot                                                         |  |
| 1971      | Mürren            | Descente                                                              | Épreuve annulée et remplacée par le géant de Crans-Montana            | Épreuve annulée et remplacée par la descente de Sugarloaf             |  |
|           | Mürren            | Slalom                                                                |                                                                       | Britt Lafforgue                                                       |  |
|           | Crans-Montana     | Géant                                                                 | Henri Duvillard                                                       |                                                                       |  |
|           | Mürren            | Slalom                                                                | Jean-Noël Augert                                                      |                                                                       |  |
|           | Sugarloaf         | Descente                                                              |                                                                       | Annemarie Pröll                                                       |  |
|           |                   | Combiné                                                               | Patrick Russel                                                        |                                                                       |  |
| 1971-1972 | Sestrières        | Descente                                                              | Épreuve annulée et remplacée par la descente de Kitzbühel             | Annemarie Pröll                                                       |  |
|           | Sestrières        | Slalom                                                                | Tyler Palmer                                                          | Françoise Macchi                                                      |  |
|           | Kitzbühel         | Descente                                                              | Karl Schranz                                                          |                                                                       |  |
|           |                   | Combiné                                                               |                                                                       | Françoise Macchi                                                      |  |
| 1973      | Chamonix          | Descente                                                              |                                                                       | Annemarie Pröll                                                       |  |
|           | Chamonix          | Slalom                                                                |                                                                       | Marilyn Cochran                                                       |  |
|           | Sankt Anton       | Descente                                                              | Bernhard Russi                                                        |                                                                       |  |
|           | Sankt Anton       | Slalom                                                                | Gustav Thöni                                                          |                                                                       |  |
|           |                   | Combiné                                                               | Gustav Thöni                                                          | Annemarie Pröll                                                       |  |
| 1974      | Garmisch          | Slalom                                                                | Christian Neureuther                                                  |                                                                       |  |
|           |                   | Descente                                                              | Roland Collombin                                                      |                                                                       |  |
|           |                   | Combiné                                                               | David Zwilling                                                        |                                                                       |  |
| 1975      | Saint-Gervais     | Slalom                                                                |                                                                       | Lise-Marie Morerod                                                    |  |
|           | Chamonix          | Slalom                                                                | Gustav Thöni15                                                        |                                                                       |  |
|           | Chamonix          | Descente                                                              |                                                                       | Bernadette Zurbriggen16                                               |  |
|           | Megève            | Descente                                                              | Walter Vesti                                                          |                                                                       |  |
|           |                   | Combiné                                                               | Gustav Thöni                                                          | Annemarie Moser-Pröll                                                 |  |
| 1976      | Garmisch          | Slalom                                                                | Fausto Radici                                                         |                                                                       |  |
|           | Garmisch          | Descente                                                              | Épreuve annulée et remplacée par la descente de Wengen                |                                                                       |  |
|           | Wengen            | Descente                                                              | Herbert Plank                                                         |                                                                       |  |
|           |                   | Combiné                                                               | Walter Tresch                                                         |                                                                       |  |
| 1977      | Sankt Anton       | Slalom                                                                | Ingemar Stenmark                                                      |                                                                       |  |
|           | Sankt Anton       | Descente                                                              | Épreuve annulée et remplacée par la descente de Laax                  |                                                                       |  |
|           | Laax              | Descente                                                              | Franz Klammer                                                         |                                                                       |  |
|           |                   | Combiné                                                               | Sepp Ferstl                                                           |                                                                       |  |
| 1978      | Saint-Gervais     | Slalom                                                                |                                                                       | Perrine Pelen                                                         |  |
|           | Megève            | Géant                                                                 |                                                                       | Lise-Marie Morerod                                                    |  |
|           | Chamonix          | Descente                                                              | Ken Read                                                              |                                                                       |  |
|           | Chamonix          | Slalom                                                                | Phil Mahre                                                            |                                                                       |  |
|           |                   | Combiné                                                               | Peter Müller                                                          | Lise-Marie Morerod                                                    |  |
| 1979      | Garmisch          | Descente                                                              | Peter Wirnsberger                                                     |                                                                       |  |
|           |                   | Slalom                                                                | Peter Lüscher                                                         |                                                                       |  |
|           |                   | Combiné                                                               | Peter Lüscher                                                         |                                                                       |  |
| 1980      | Chamonix          | Slalom                                                                | Ingemar Stenmark17                                                    |                                                                       |  |
|           | Chamonix          | Descente                                                              | Épreuve annulée et remplacée par la descente de Lake Louise           |                                                                       |  |
|           | Lake Louise       | Descente                                                              | Herbert Plank                                                         |                                                                       |  |
|           |                   | Combiné                                                               | Anton Steiner                                                         |                                                                       |  |
| 1981      | Sankt Anton       | Descente                                                              | Harti Weirather                                                       |                                                                       |  |
|           |                   | Slalom                                                                | Ingemar Stenmark                                                      |                                                                       |  |
|           |                   | Combiné                                                               | Phil Mahre18 & 19                                                     |                                                                       |  |
| 1982      | Garmisch          | Descente                                                              | Steve Podborski                                                       |                                                                       |  |
|           |                   | Slalom                                                                | Steve Mahre                                                           |                                                                       |  |
|           |                   | Combiné                                                               | Steve Mahre                                                           |                                                                       |  |
| 1983      | Sankt Anton       | Descente                                                              | Peter Lüscher20                                                       |                                                                       |  |
|           |                   | Slalom                                                                | Steve Mahre                                                           |                                                                       |  |
|           |                   | Combiné                                                               | Phil Mahre                                                            |                                                                       |  |
| 1983-1984 | Sestrières        | Descente                                                              |                                                                       | Épreuve annulée et remplacée par la descente de Val-d'Isère           |  |
|           | Val-d'Isère       | Descente                                                              |                                                                       | Maria Walliser                                                        |  |
|           | Sestrières        | Slalom                                                                |                                                                       | Maria Rosa Quario                                                     |  |
| 1984      | Garmisch          | Descente                                                              | Steve Podborski21                                                     |                                                                       |  |
| 1984      | Garmisch          | Super-G                                                               | Andreas Wenzel                                                        |                                                                       |  |
|           |                   | Combiné                                                               | Pirmin Zurbriggen                                                     | Erika Hess                                                            |  |
| 1985      | Garmisch          | Descente                                                              | Helmut Höflehner                                                      |                                                                       |  |
|           |                   | Super-G                                                               | Marc Girardelli22                                                     |                                                                       |  |
|           |                   | Combiné                                                               | Peter Müller                                                          |                                                                       |  |
| 1986      | Sankt Anton       | Slalom                                                                | Ingemar Stenmark                                                      |                                                                       |  |
|           | Sankt Anton       | Descente                                                              | Épreuve annulée et remplacée par la descente de Morzine               |                                                                       |  |
|           | Morzine           | Descente                                                              | Anton Steiner                                                         |                                                                       |  |
|           |                   | Combiné                                                               | Marc Girardelli                                                       |                                                                       |  |
| 1988-1989 | Sankt Anton       | Slalom                                                                | Armin Bittner                                                         |                                                                       |  |
|           |                   | Descente                                                              | Helmut Höflehner                                                      |                                                                       |  |
|           |                   | Combiné                                                               | Pirmin Zurbriggen                                                     |                                                                       |  |
| 1991-1992 | Sankt Anton       | Slalom                                                                | Épreuve annulée et remplacée par le slalom de Garmisch                |                                                                       |  |
|           |                   | Descente                                                              | Épreuve annulée et remplacée par la descente de Garmisch              |                                                                       |  |
| 1992      | Garmisch          | Descente                                                              | Markus Wasmeier                                                       |                                                                       |  |
|           |                   | Slalom                                                                | Patrice Bianchi                                                       |                                                                       |  |
|           |                   | Combiné                                                               | Paul Accola                                                           |                                                                       |  |
| 1993      | Garmisch          | Slalom                                                                | Alberto Tomba                                                         |                                                                       |  |
|           | Garmisch          | Descente                                                              | Franz Heinzer                                                         |                                                                       |  |
|           | Garmisch          | Descente                                                              |                                                                       | Épreuve annulée et remplacée par la descente de Cortina d'Ampezzo     |  |
|           | Garmisch          | Slalom                                                                |                                                                       | Épreuve annulée et remplacée par le slalom de Cortina d'Ampezzo       |  |
|           | Cortina d'Ampezzo | Descente                                                              |                                                                       | Katja Seizinger                                                       |  |
|           | Cortina d'Ampezzo | Slalom                                                                |                                                                       | Vreni Schneider                                                       |  |
|           |                   | Combiné                                                               | Marc Girardelli                                                       | Anita Wachter                                                         |  |
| 1993-1994 | Sankt Anton       | Descente                                                              |                                                                       | Anja Haas                                                             |  |
|           | Sankt Anton       | Slalom                                                                |                                                                       | Vreni Schneider                                                       |  |
| 1994      | Chamonix          | Descente                                                              | Kjetil André Aamodt                                                   |                                                                       |  |
|           | Chamonix          | Slalom                                                                | Alberto Tomba                                                         |                                                                       |  |
|           |                   | Combiné                                                               | Kjetil André Aamodt                                                   | Renate Götschl                                                        |  |
| 1995-1996 | Sankt Anton       | Descente                                                              |                                                                       | Michaela Dorfmeister                                                  |  |
|           |                   | Slalom                                                                |                                                                       | Elfi Eder                                                             |  |
|           |                   | Combiné                                                               |                                                                       | Anita Wachter                                                         |  |
| 1997      | Chamonix          | Descente                                                              | Kristian Ghedina                                                      |                                                                       |  |
|           |                   | Slalom                                                                | Thomas Sykora                                                         |                                                                       |  |
|           |                   | Combiné                                                               | Günther Mader                                                         |                                                                       |  |
| 1998-2022 | À compléter       | À compléter                                                           | À compléter                                                           | À compléter                                                           |  |
| 2023      |                   | Descente                                                              |                                                                       |                                                                       |  |
|           | Chamonix          | Slalom                                                                | Ramon Zenhäusern                                                      |                                                                       |  |
|           |                   | Combiné                                                               |                                                                       |                                                                       |  |
| 2024      | Chamonix          | Slalom                                                                | Daniel Yule                                                           |                                                                       |  |

### Le K de diamant
Un skieur ayant totalisé cinq podiums (descente, slalom ou combiné) sur cinq années différentes ou trois podiums et une victoire en combiné sur quatre années différentes est récompensé par un « K de diamant ».
Le palmarès pour cette récompense est le suivant :
1. Walter Prager : combiné 1930, podium 1931, podium 1932 et podium 1933 ;
2. Otto Furrer : podium 1930, combiné 1931, podium et combiné 1932 et podium 1934 ;
3. Audrey Sale-Barker, deuxième de la descente en 1935 : podium 1928, combiné 1929, podium et combiné 1931 et podium 1935 ;
4. James Couttet remporte le K de diamant : podium 1939, combiné 1947, podium et combiné 1948 et podium 1950 ;
5. Marysette Agnel, deuxième de la descente, remporte le K de diamant : combiné 1950, podium 1952, podium 1954 et podium 1954 ;
6. Anderl Molterer : podium 1952, combiné 1953, podium et combiné 1954 et podium 1956 ;
7. Karl Schranz : combiné 1957, podium et combiné 1958, podium et combiné 1959 et podium 1962 ;
8. Traudl Hecher : podium 1960, podium 1961, combiné 1962 et podium 1963 ;
9. François Bonlieu : podium 1958, podium 1959, podium 1960 et combiné 1963 ;
10. Christl Haas, troisième du slalom en 1965 : podium 1960, podium 1961, podium 1962, podium 1963 et podium 1965 ;
11. Jean-Claude Killy : podium 1963, podium 1964, podium 1965 et combiné 1966 ;
12. Guy Périllat, troisième de la descente en 1967 : combiné 1961, podium 1963, podium 1964 et podium 1967 ;
13. Gerhard Nenning, deuxième du slalom en 1967 : podium 1964, combiné 1965, podium 1966 et podium 1967 ;
14. Karl Schranz remporte un deuxième K de diamant : podium 1965, podium 1966, combiné 1969 et podium 1970 ;
15. Gustav Thöni : podium 1971, combiné 1973, podium 1964 et podium 1975 ;
16. Annemarie Moser-Pröll : podium 1971, podium 1972, combiné 1973 et podium 1975 ;
17. Ingemar Stenmark : podium 1975, podium 1976, podium 1977, podium 1978 et podium 1980 ;
18. Phil Mahre : podium 1978, podium 1979, podium 1980 et combiné 1981 ;
19. Herbert Plank : podium 1974, podium 1976, podium 1979, podium 1980 et podium 1981 ;
20. Peter Lüscher : podium 1977, combiné 1979, podium 1982 et podium 1983 ;
21. Franz Klammer : podium 1973, podium 1974, podium 1976, podium 1977 et podium 1984 ;
22. Andreas Wenzel : podium 1979, podium 1980, podium 1983, podium 1984 et podium 1985.